# Ingenting att förlora
Ingenting att förlora är ett musikalbum av den svenska popsångerskan Linda Bengtzing. Det är hennes debutalbum och släpptes i samband med hennes medverkan i Melodifestivalen 2006. Lanseringsdatumet, 13 mars 2006, är hennes födelsedag.

## Låtlista
| Nr  | Titel                                            | Låtskrivare                                                                    | Längd |
| --- | ------------------------------------------------ | ------------------------------------------------------------------------------ | ----- |
| 1.  | Ingenting att förlora                            | Lars Diedricson, Martin Hedström, Dan Attlerud                                 | ?     |
| 2.  | Jag ljuger så bra                                | Lars Diedricson, Martin Hedström, Ingela Forsman                               | ?     |
| 3.  | Kan du se?                                       | Pontus Assarsson, Peter Wennerberg, Calle Kindbom                              | ?     |
| 4.  | Himlen är du                                     | Lars Diedricson, Martin Hedström, Dan Attlerud                                 | ?     |
| 5.  | Medan du sov                                     | Pontus Assarsson, Jörgen Ringqvist                                             | ?     |
| 6.  | Alla flickor                                     | Niklas Edberger, Johan Fransson, Tim Larsson, Tobias Lundgren                  | ?     |
| 7.  | Han är min                                       | Thomas G:son, Calle Kindbom                                                    | ?     |
| 8.  | Ett ögonblick                                    | Johan Fransson, Tim Larsson, Tobias Lundgren                                   | ?     |
| 9.  | Vad hände sen? (What's Going On?)                | Jessica Origliasso, Lisa Origliasso, Erik Nova, Ulric Johansson, Mats Tärnfors | ?     |
| 10. | Diamanter                                        | Niklas Edberger, Johan Fransson, Tim Larsson                                   | ?     |
| 11. | Vem?                                             | Johan Glössner, Sofia Loell, Johan Müllo                                       | ?     |
| 12. | Nu kommer jag tillbaks                           | Anders Dannvik, Henrik Sethsson                                                | ?     |
| 13. | Ingenting är större (duett med Pontus Assarsson) | Pontus Assarsson, Calle Kindbom, Mats Tärnfors                                 | ?     |

## Listplaceringar
| Lista (2006) | Topplacering |
| ------------ | ------------ |
| Sverige      | 4.           |